# 水樹洵
水樹 洵（みずき じゅん、1973年2月12日 - ）は、日本の女性声優、女優。フリーランス。宮城県出身。

## 経歴
かつて劇団21世紀FOXに所属していた。
一時期みづきの芸名で活動していたこともある。現在もOLメインの生活の傍ら、演劇活動を継続している。

## 人物
特技は水泳、イラスト。趣味はダンス、部屋の模様替え。

## 出演
太字はメインキャラクター。

### テレビアニメ
1999年
- おジャ魔女どれみ（レレ[3]、柏木豊、林りょうた、沢田みか、よしひこ、さやか）

2000年
- おジャ魔女どれみ♯（レレ[4]、林りょうた、よしひこ、さやか、不良少女の友達、ウェイトレス、女子）
- 週刊ストーリーランド（佐藤の息子、京子、まこと）
- HAND MAID メイ（早乙女みどり、少年）

2001年
- あぃまぃみぃ!ストロベリー・エッグ（大物潤）
- おまかせ!プルーデンスおばさん（フランキー）
- 鋼鉄天使くるみ2式（生徒）
- パラッパラッパー（子供）
- パワーパフガールズ（ロイド、フロイド〈双子〉）
- フィギュア17 つばさ&ヒカル（村上潤子[5]、鈴木卓也、知世、店員、生徒）
- も〜っと!おジャ魔女どれみ（レレ[6]、山本けいこ、さやか）

2002年
- おジャ魔女どれみドッカ〜ン!（レレ、山本けいこ）
- 爆闘宣言ダイガンダー（キョウイチ）
- フィギュア17 つばさ&ヒカル（アナウンス）

2003年
- カスミン（女子B）

2007年
- 神曲奏界ポリフォニカ（カレン）

### OVA
2000年
- フリクリ（ナンダバ・ナオ太）

2004年
- おジャ魔女どれみナ・イ・ショ（レレ、ウェイトレス）

### 劇場アニメ
2000年
- 映画 おジャ魔女どれみ♯（レレ[7]）

### ゲーム
1998年
- 御神楽少女探偵団（鹿瀬巴）

1999年
- 続・御神楽少女探偵団 〜完結編〜（鹿瀬巴）

2000年
- ザ・マエストロムジーク（音吉くん）

2001年
- 玉繭物語2 〜滅びの蟲〜（ナム）

### ドラマCD
- おジャ魔女どれみシリーズ
  - おジャ魔女CDくらぶ その3 おジャ魔女ハッピッピドラマシアター（レレ）
  - MAHO堂CDコレクション その2 すくりーんテーマ&しーくれっと すと〜り〜（レレ）
- decade〜Yukiru Sugisaki 10th Anniversary〜ラグーンエンジン（等軍焔）

### 吹き替え
- ボーイ・ミーツ・ワールド（アンジェラ・ムーア）

### ラジオ・ラジオドラマ
- FMシアター 祈りきれない夜の夢
- 西口有香 の三度の飯より夢が好き☆〜続きはWEBで!〜（第五回、第六回ゲスト）